# Juan Francisco González
Pour les articles homonymes, voir González.
Juan Francisco González Escobar, né le 25 septembre 1853 à  Santiago au Chili et mort le 4 mars 1933 dans la même ville, est connu comme l'un des quatre grands maîtres chiliens et comme l'archétype de l'artiste romantique bohème du début du XXe siècle. Il est le plus prolifique des maîtres chiliens, laissant environ 4 000 œuvres, et est également remarquable pour être l'un des premiers peintres modernes du Chili. Il est considéré comme un symbole de la nouvelle génération créative apparue au Chili au XXe siècle, avec un style fortement influencé par l'impressionnisme et les éléments locaux.
Dès le début, Juan Francisco González travaille de manière libre et flexible et ne s'attache pas à des techniques particulières, ce qui lui permet d'exprimer sa personnalité vive et agitée. Il considère son attitude envers l'art comme une attitude envers la vie et ses successeurs le considèrent comme un exemple à suivre.
En tant que maître, il a l'habitude de dire à ses élèves que pour être un bon peintre, "il faut d'abord apprendre à observer et à s'enthousiasmer pour les couleurs et les formes de la nature, que l'image et ses détails soient ou non le reflet exact de la réalité".

## Biographie
Juan Francisco González naît le 25 septembre 1853 à Santiago,. Il est le fils de José González et de Mercedes Escobar,. Juan Francisco González grandit à Recoleta, un quartier de Santiago qui longe le flanc de la colline Cerro Blanco, où sa famille tient un commerce d'importation de marchandises en provenance de l'Équateur. Enfant, ses parents l'inscrivent à des cours de dessin avec l'artiste chilien Manuel Tapia (1835-1915) et, à l'âge de 14 ans, il rencontre Pedro Lira, qui deviendra un autre des quatre maîtres chiliens. Pedro Lira, voyant que le garçon a un bel avenir, lui recommande de poursuivre sa carrière à l' Academia de Pintura (Chile) (es). En 1869, à l'âge de 16 ans, il entre à l'Académie et reçoit l'enseignement des peintres Ernesto Kirchbach et Juan Mochi.

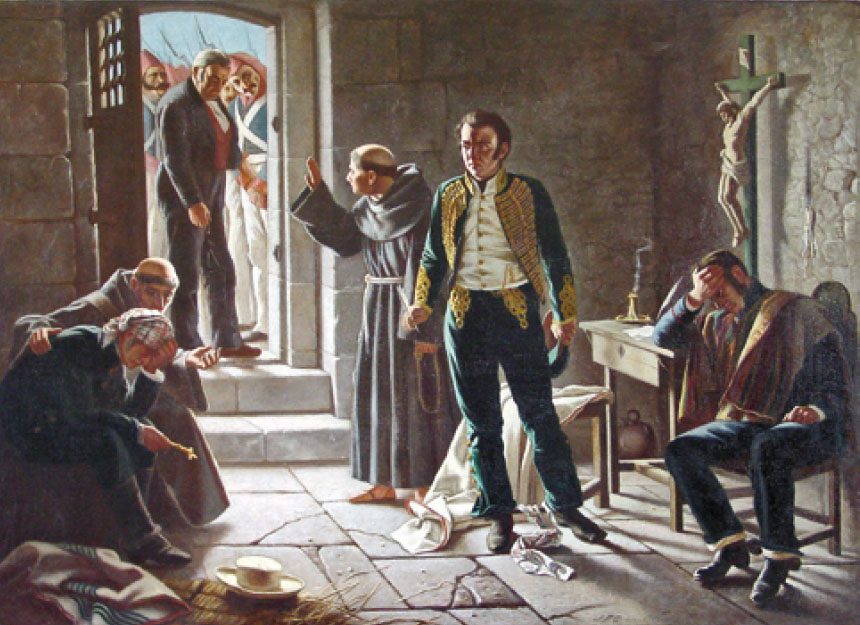
Les derniers instants du général José Miguel Carrera.

Au départ, son style est assez proche de celui de ses professeurs, mais son travail progresse lors d'un voyage en Europe. Ses visites en  Espagne, en Italie, en Angleterre, en France et en Allemagne lui inculque un style d'art beaucoup plus moderne que les techniques traditionnelles qu'il avait apprises au Chili. C'est en France qu'il découvre l'impressionnisme, un mouvement auquel il s'identifie beaucoup. Il incorpore de nombreux éléments de l'impressionnisme dans son propre style, comme l'accent mis sur la capture de la lumière et l'appréciation des paysages et des petites toiles. À son retour au Chili en 1906, son nom commence à être connu après avoir donné une conférence à l'Université du Chili et il est nommé conférencier à l'Academia, où il enseigne le croquis et le dessin à main levée.
Après avoir quitté son poste d'enseignant, il se consacre à nouveau à la peinture et commence à capturer les fleurs et les fruits du Chili en utilisant des coups de pinceau sûrs et calmes, une peinture acrylique épaisse et des textures rugueuses qui sont caractéristiques de son travail. Bien que certaines de ses peintures soient très petites, la capacité de Juan Francisco González à communiquer les goûts et les odeurs au spectateur est remarquable. Il remporte plusieurs prix au Chili, notamment le troisième prix de l'exposition Salón de Santiago de 1884, le deuxième prix de l'exposition Salón Oficial de 1890 et le premier prix du Salón Oficial de 1900.
Il cherche constamment à s'exprimer plus librement à travers sa peinture, explorant et expérimentant ses matériaux de peinture pour atteindre, par exemple, une transparence dans la peinture à l'huile qui la rend semblable à l'aquarelle. Son exécution habile et sa sensibilité à l'atmosphère le place aux côtés de la communauté de jeunes artistes qui révolutionnent les arts visuels dans le Paris du XIXe siècle. Ses sujets de prédilection comprennent les paysans, les maisons en adobe et les fleurs, et son esprit juvénile lui permet de rester toujours d'actualité. Ses citations les plus célèbres sont les suivantes :
« La grâce n'est pas dans la vérité elle-même, mais dans l'expression personnelle de celle-ci. Dessiner, c'est exprimer, dessiner, c'est comme écrire, il faut donc écrire comme on pense ». « Contrairement à la méthode scientifique, qui procède par analyse, l'art procède par synthèse ». « Vous devez regarder rapidement et avec les yeux de l'âme et du cœur ».
Son influence est visible dans la « Génération tragique », mieux connue sous le nom de Generación del 13, et le controversé « Groupe Montparnasse ». Il fait lui-même partie du groupe littéraire "Los Diez" (Les Dix), qui tente de vivre en équilibrant l'esthétique et l'éthique, l'esprit créatif et l'art, une philosophie que Juan Francisco González conserve même après la dissolution du groupe.
Il meurt le 4 mars 1933 et on considère qu'il a changé le cours de la peinture chilienne. Isabel Cruz González l'a appelé "le premier peintre chilien moderne" et a déclaré qu'"il a laissé une marque comme aucun autre de ses contemporains, capturant sur la toile l'essence de la vie populaire chilienne." Tout au long de sa carrière, et jusqu'à sa mort, il a cherché à obtenir un effet maximal sur la toile, en minimisant et en simplifiant les thèmes, une caractéristique que l'on peut observer depuis ses premiers paysages jusqu'aux natures mortes qu'il a réalisées à la fin de sa vie.

## Sélection d'oeuvres

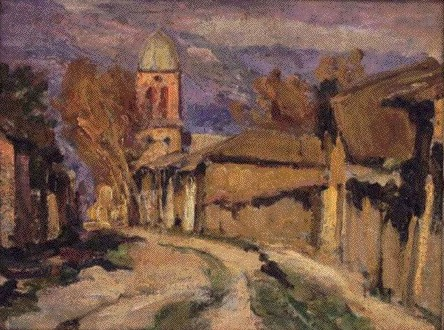
Ruelle de San Fernando
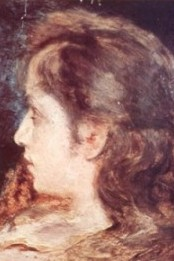
Mariana
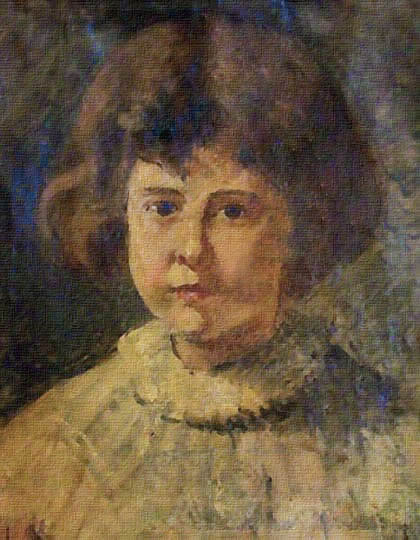
Portrait d'une fille
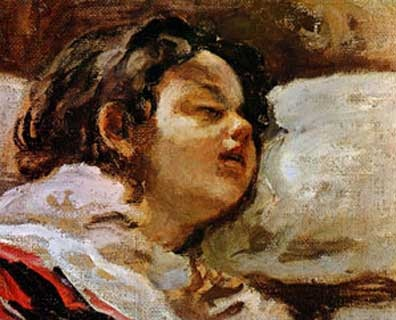
Le garçon endormi
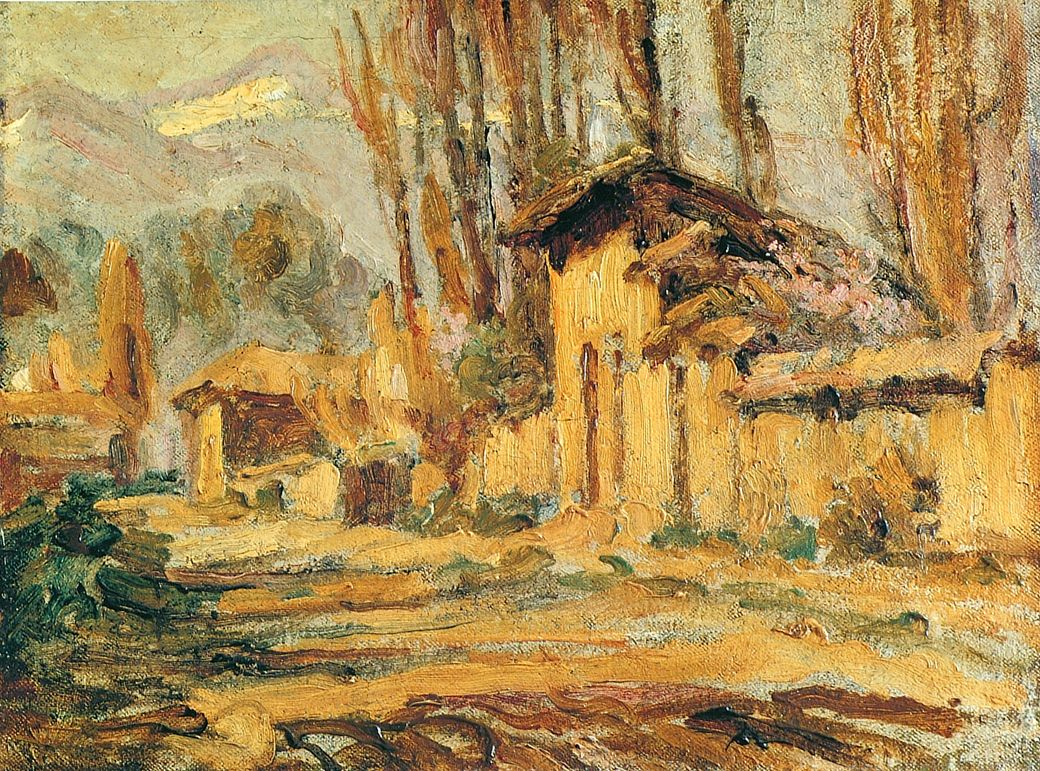
Rue Saint-Bernard
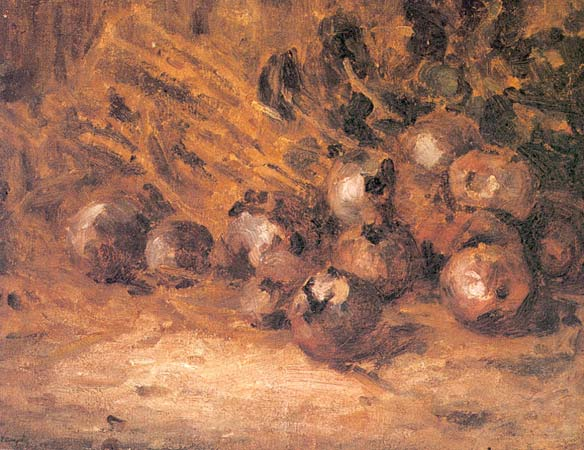
Lucumas
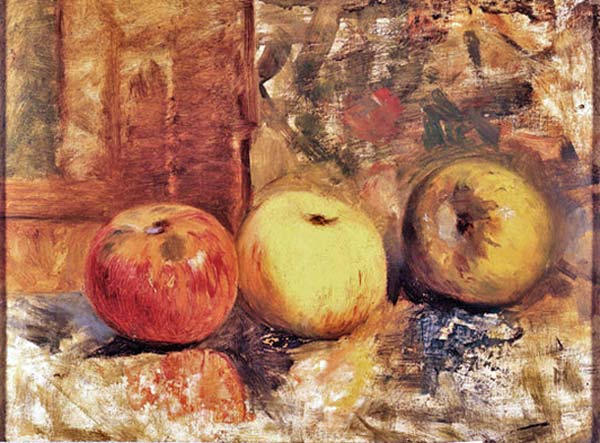
Pommes
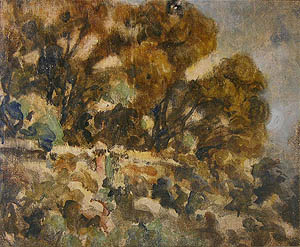
Noix
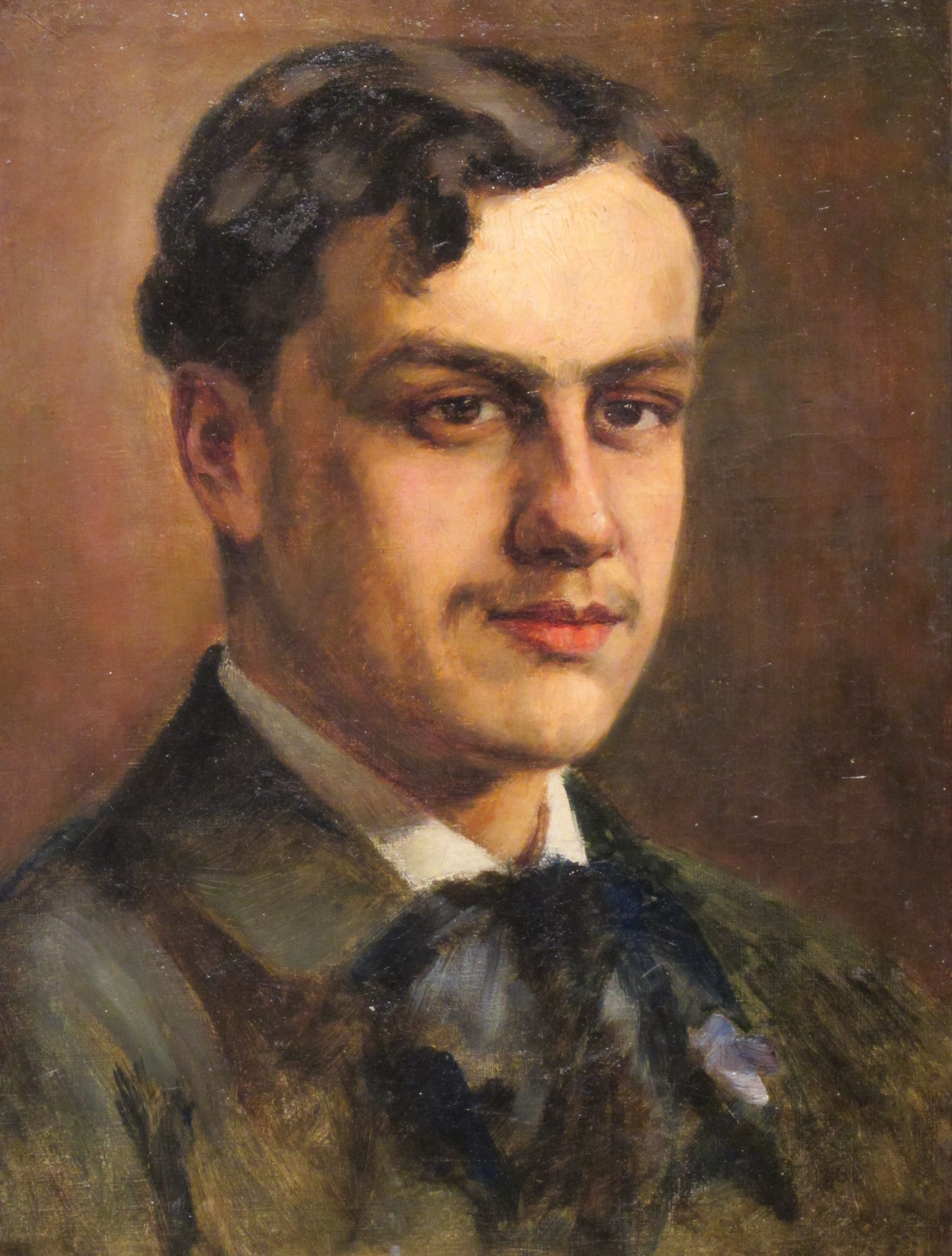
Augusto d'Halmar
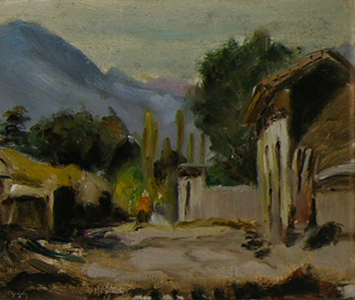
Limachito
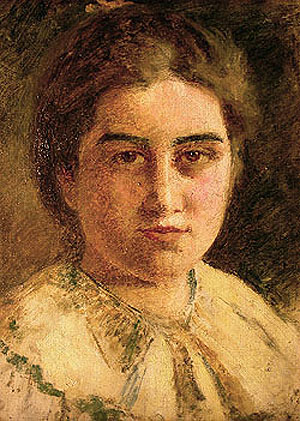
Portrait d'une dame
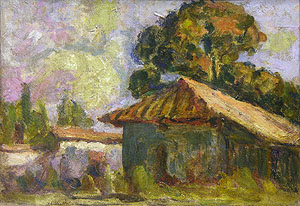
Paysage de ferme
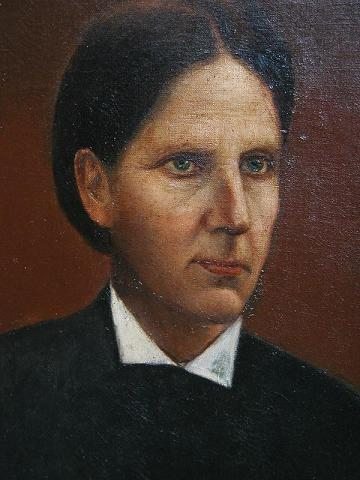
Rosario de Caviedes
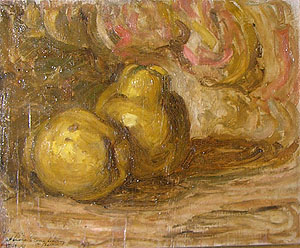
Coing

## Récompenses
- 1884 : 3e place, Salon de Santiago, Chili.
- 1890 : 2e place, Salon officiel de Santiago du Chili.
- 1892 Prix du paysage, Prix Edwards, Salon officiel, Santiago, Chili.
- 1896 : 2e place, exposition de la municipalité de Valparaíso, Chili.
- 1898 Mention honorable, Salon officiel, Santiago, Chili.
- 1900 : première place, salon officiel, Santiago, Chili.
- 1901 Prix du paysage, Prix Edwards, Salon officiel, Santiago, Chili.
- 1910 2ª Place, Exposition Internationale de Buenos Aires, Argentine.
- 1929 Lauréat du prix de l'Exposition Hispano-Américaine de Séville, Espagne.
- 1929 Mention honorable, Prix Edwards, Salón Oficial. Santiago, Chili.
- 1997 : nommé peintre le plus influent du Chili dans le classement des dix premiers d'une enquête menée auprès d'une centaine de leaders d'opinion par la Corporation culturelle de Las Condes, Santiago du Chili.